# Oleśnica (gmina wiejska w województwie dolnośląskim)
Oleśnica – gmina wiejska w województwie dolnośląskim, w powiecie oleśnickim, należąca do aglomeracji wrocławskiej.
Siedziba Urzędu Gminy Oleśnica znajduje się w mieście Oleśnica.
W latach 1975–1998 gmina położona była w województwie wrocławskim.
Według danych z 2012 roku gminę zamieszkiwały 12 354 osoby zameldowane na stałe i 740 osób czasowo. Natomiast według danych z 30 czerwca 2020 roku gminę zamieszkiwało 13 965 osób.

## Struktura powierzchni
Według danych z roku 2012 gmina Oleśnica ma obszar 242,85 km², w tym:
- powierzchnia rolna: 16971 ha (69,9% powierzchni gminy)
- powierzchnia leśna: 5406,4 ha (22,3% powierzchni gminy)

Gmina stanowi 23,1% powierzchni powiatu.

## Demografia

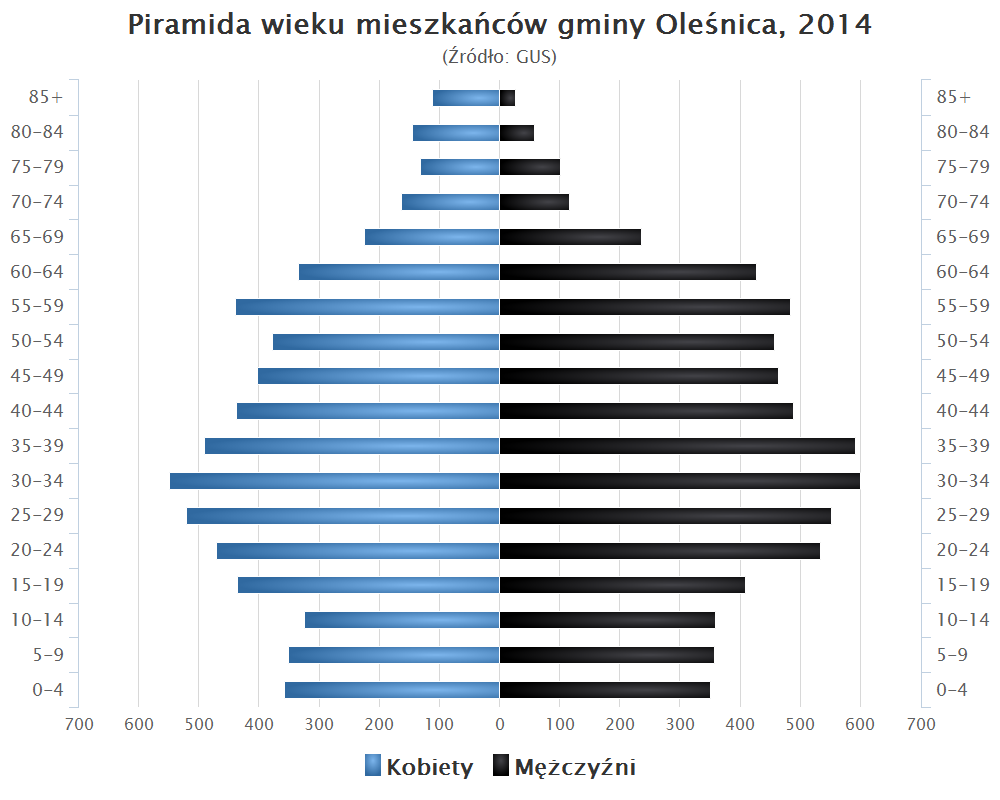
Piramida wieku mieszkańców gminy Oleśnica w 2014 roku

## Sołectwa
Bogusławice, Boguszyce, Boguszyce Osiedle, Brzezinka, Bystre, Cieśle, Dąbrowa, Gręboszyce, Jenkowice, Krzeczyn, Ligota Mała, Ligota Polska, Ligota Wielka, Nieciszów, Nowa Ligota, Nowoszyce, Osada Leśna, Ostrowina, Piszkawa, Poniatowice, Smardzów, Smolna, Sokołowice, Spalice, Wszechświęte, Wyszogród, Zarzysko, Zimnica

## Zabytki
- drewniano-szachulcowy poewangelicki kościół w Boguszycach pw. NMP Nieustającej Pomocy z początku XVII wieku,
- neogotycki pałac z 1850 roku w Boguszycach osiedle
- kościół pw. Wniebowzięcia NMP z pierwszej poł. XVIII w. w Brzezince
- kompleks parkowo-pałacowy z XVIII wieku w Brzezince

## Transport
Na terenie gminy funkcjonuje Komunikacja Autobusowa Gminy Oleśnica (KAGO) łącząca wszystkie miejscowości gminy z Oleśnicą. 
Linie autobusowe KAGO:
G1 Jenkowice <> Dąbrowa <> Oleśnica
G2 Brzezinka <> Boguszyce <> Sokołowice <> Oleśnica
G3 Ostrowina <> Ligota Polska <> Poniatowice <> Jonas <> Cieśle <> Oleśnica
G4 Boguszyce <> Boguszyce Osiedle <> Spalice <> Oleśnica
G5 Zarzysko <> Wszechświęte <> Nowoszyce <> Bogusławice <> Oleśnica
G6 Nowa Ligota <> Ligota Wielka <> Smolna <> Gręboszyce <> Świerzna <> Oleśnica
G7 Piszkawa <> Krzeczyn <> Ligota Mała <> Bystre <> Oleśnica
G8 Smardzów <> Nieciszów <> Oleśnica
G9 Bystre Osiedle ul. Południowa - Oleśnica 

## Sąsiednie gminy
Bierutów, Czernica, Długołęka, Dobroszyce, Dziadowa Kłoda, Jelcz-Laskowice, m. Oleśnica, Syców, Twardogóra